# Passagem (kommun i Brasilien, Rio Grande do Norte)
Passagem är en kommun i Brasilien.   Den ligger i delstaten Rio Grande do Norte, i den östra delen av landet, 1 700 km nordost om huvudstaden Brasília. Antalet invånare är 2 899.
Omgivningarna runt Passagem är huvudsakligen savann. Runt Passagem är det ganska tätbefolkat, med 75 invånare per kvadratkilometer.